# Micrulia
Micrulia is een geslacht van vlinders van de familie spanners (Geometridae), uit de onderfamilie Larentiinae.

## Soorten
- M. cinerea Warren, 1896
- M. medioplaga Swinhoe, 1902
- M. pacifica Holloway, 1979
- M. rufula Warren, 1899
- M. tenuilinea Warren, 1896